# Джеймс Стърлинг
 Тази статия е за архитекта.  За математика вижте Джеймс Стърлинг (математик).  
Сър Джеймс Стърлинг (на английски: James Stirling) е британски архитект, сред най-значимите имена в британската и световна архитектура от втората половина на ХХ век, за което говорят полученият през 1980 г. златен медал от Кралския институт на британските архитекти, както и най-престижният приз в областта на архитектурата – „Прицкер“, с който е удостоен през 1981 г.
Името му излиза на преден план още през 1959 г. с проекта за сградата на инженерния факултет към Лестърския университет, реализиран заедно с партньора му от тези години Джеймс Гоуан. Впоследствие Стърлинг натрупва световна известност с поредица проекти за значими сгради, решени в стилистиката на постмодернизма, сред които изпъкват сградата на музея „Щаатсгалери“ в Щутгарт (1984) и разширението към Тейт Бритън, Лондон (1987).

## Биография
Роден е като Джеймс Фрейзър Стърлинг на 22 април 1926 година в Глазгоу, Шотландия. След отбиване на военната си служба в края на Втората световна война, в периода 1945 – 1950 г. той следва архитектура в Ливърпулския университет, където негов учител е Колин Роу. През 1950 – 1952 г. Стърлинг преминава следдипломна специализация в Училището за градско планиране и регионални изследвания в Лондон. В периода 1950 – 1956 г. натрупва първоначален опит в професията, работейки като старши асистент в бюрото „Lyons, Israel and Ellis“. През 1956 г. Джеймс Стърлинг стартира частната си практика в съдружие с колегата си Джеймс Гоуан, с когото остават заедно до 1963 г.
Умира на 25 юни 1992 година в Лондон на 66-годишна възраст.

## Избрани произведения
- 1958 Лондон: Апартаменти в Ham Common (със Джеймс Гоуан)
- 1959 Лестърски университет: Факултет по инженерство (със Джеймс Гоуан)
- 1961 Лондон: Camberwell School Assembly Hall
- 1964 Университет на Сейнт Андрюс: Andrew Melville Hall of Residence
- 1968 Кеймбриджки университет: Факултет по история
- 1971 Оксфордски университет: The Queen's College, Florey Building
- 1972 Haslemere, Surrey: Training Centre for Olivetti (разширение)
- 1976 Runcorn: social housing (разрушена)
- 1981 Берлин: Wissenschaftszentrum (Social Science Research campus)
- 1984 Щутгарт: Staatsgalerie[4]
- 1984 Кеймбридж (Масачузетс): Харвардски университет, Fogg Museum Sackler Galleries (extension)
- 1987 Лондон: Галерия Тейт, Clore Galleries (разширение)
- 1989 Париж: Национална библиотека на Франция (конкурсен проект)
- 1997 Лондон: offices and retail at No 1 Poultry, London EC3 (изпълнен посмъртно)

## Галерия
| Инженерен факултет, Лестърски университет | Staatsgalerie, Щутгарт | Факултет по история, Кеймбриджки университет | Разширение към Галерия Тейт, Лондон |
| ----------------------------------------- | ---------------------- | -------------------------------------------- | ----------------------------------- |
|                                           |                        |                                              |                                     |